# 翔云观
翔云观为位于中国浙江省嘉兴桐乡市濮院镇庙桥河北、观前街东端9号的一座道观，始建于元至大二年（1309），原名玄明观。1949年后被改为粮库，今仅存山门，为青灰水磨砖砌大门，正门门额为“翔云高眺”，为乾隆五十一年（1786）由窦光鼐所书，东西边门门额分别为“春和”和“秋爽”，其后为木构轩廊。